# Sophia Gardens
Il Sophia Gardens è uno stadio di cricket situato a Cardiff, nel Galles. È il campo di casa del Glamorgan County Cricket Club (County Championship). A partire dalla Coppa del mondo del 1999 ha ospitato anche partite internazionali.